# Massey Lopes

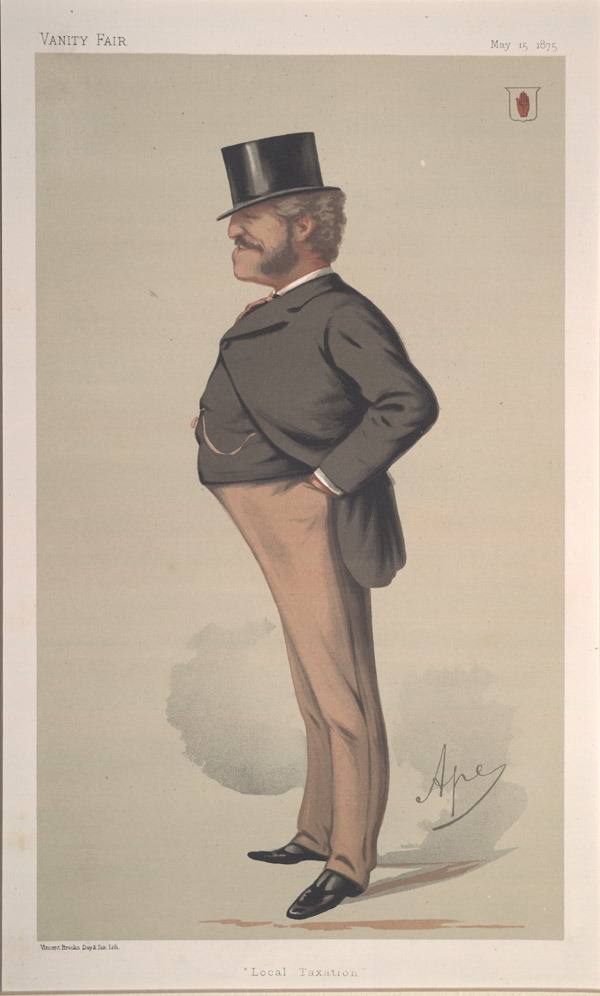
Karikatur (Vanity Fair, 1875)

Sir Lopes Massey Lopes, 3. Baronet (geborener Franco, * 14. Juni 1818 in Maristow House, Devon; † 20. Januar 1908 ebenda) war ein britischer konservativer Politiker.

## Leben
Seine Familie war portugiesisch-sefardischer Herkunft und 1802 zum Anglikanischen Glauben konvertiert. Er wurde als Lopes Massey Franco geboren und war der älteste von fünf Söhnen des Ralph Franco aus dessen Ehe mit Susan Gibbs Ludlow. Sein Vater hatte 1831 als Generalerbe seines Onkels mütterlicherseits, Sir Manasseh Massey Lopes, 1. Baronet, dessen Familiennamen „Lopes“ angenommen, und dessen Adelstitel als 2. Baronet, of Maristow House in the County of Devon, geerbt. Seine Mutter war die Erbtochter des Abraham Ludlow, Gutsherr von Heywood House in Wiltshire. Zu seinen Brüdern zählt der Jurist und Politiker Henry Lopes, 1. Baron Ludlow (1828–1899).
Er besuchte das Winchester College und schloss 1845 sein Studium am Oriel College der Universität Oxford als Master of Arts ab.
1853 trat er als Kandidat der Conservative Party im Borough Westbury in Wiltshire zur Unterhauswahl an, unterlag aber gegen den Kandidaten der Whigs, James Wilson. 1854 erbte er beim Tod seines Vaters dessen Adelstitel als 3. Baronet sowie dessen umfangreiche Ländereien, deren landwirtschaftliche Bewirtschaftung er fortan leitete. 1855 wurde er zum Deputy Lieutenant von Devon und 1857 zum High Sheriff von Devon ernannt. Bei der Unterhauswahl 1857 wurde er schließlich als konservativer Abgeordneter für Westbury ins House of Commons gewählt. Er wurde mehrfach wiedergewählt und hatte das Mandat bis 1868 inne. Anschließend war er von 1868 bis 1885 Abgeordneter für Devon Southern. Zeitweise fungierte er als Friedensrichter für Wiltshire und Devon. Von ca. 1864 bis 1904 war er Vorstandsmitglied der Great Western Railway.
Von 1874 bis 1880 Civil Lord der Admiralität im Kabinett Disraeli. 1885 trat er aus gesundheitlichen Gründen nicht mehr zur Unterhauswahl an und schied aus dem Parlament aus. Im selben Jahr wurde er ins Privy Council aufgenommen; eine ihm angebotene Peerwürde und einen Sitz im House of Lords lehnte er ab. Von 1888 bis 1904 war er Alderman des Devonshire County Council.

## Ehen und Nachkommen
1854 heiratete er ein erster Ehe Hon. Bertha Yarde-Buller († 1872), Tochter des John Yarde-Buller, 1. Baron Churston of Churston Ferrers. Aus dieser Ehe hatte er zwei Töchter sowie einen Sohn, 
Henry Lopes, 1. Baron Roborough (1859–1938), der ihn 1908 als 4. Baronet beerbte.
1874 heiratete er in zweiter Ehe Louisa Newman (1826–1908), Tochter des Sir Robert William Newman, 1. Baronet. Diese Ehe blieb kinderlos.